# حلف (نبات)
الحلف أو سل أو أبودويس نوع نباتي عشبي ينتمي إلى الفصيلة النجيلية. يتواجد في شبه الجزيرة العربية.

## البيئة والانتشار
يتواجد في الوديان وعند المواقع القريبة من مجرى السيول فيها وفي الترب الحصوية، وينتشر في أماكن عديدة وخاصة في مجاري الوديان.

## الوصف النباتي
عشبة معمرة خشنة يتراوح ارتفاعها ما بين 1 - 3 متر. الورقة ذات نصل شريطي مسطح منتصب (غير متدلي) ومتصلب يتراوح طوله ما بين 60سم - 1.30 م، وعرضه ما بين 0.5 - 1.8 سم، النورة الزهرية بانكليه اسطوانية حريرية الملمس بيضاء - كثيفة، يتراوح طولها ما بين 1.8 - 44 سم، وقطرها ما بين 1.5 - 4 سم، أما السنيبلات فهي بطول يتراوح ما بين 3.4 - 7 سم.

## الأهمية الاقتصادية
ترعاه الإبل سواء بحالته الخضراء أو الجافة، كذلك يقطع وهو أخضر ويقدم بهيئة علف أخضر للأبقار، وفي أحوال كثيرة يتم تقطيعه إلى قطع صغيرة ويخلط مع الصخبر والراعل والغزغاز وأنواع أخرى من النباتات ويغلى في إناء كبير ثم يقدم بعد تبريده إلى الحيوانات الرعوية كالأبقار والأغنام والماعز، ويعتقد أصحاب قطعان الحيوانات في المنطقة أن الطريقة الأخيرة تؤدي إلى زيادة استساغته من قبل الحيوان، وتحسين إنتاجيته من الحليب وكذلك معدل الزيادة في الوزن الحي.